# نيوتن مندونسا
نيوتن مندونسا (بالبرتغالية: Newton Mendonça‏) هو عازف بيانو وكاتب أغاني وملحن وكاتب برازيلي، ولد في 14 فبراير 1927 في ريو دي جانيرو في البرازيل، وتوفي بنفس المكان في 22 نوفمبر 1960 بسبب نوبة قلبية.

## وصلات خارجية
- نيوتن مندونسا على موقع IMDb (الإنجليزية)
- نيوتن مندونسا على موقع ميوزك برينز (الإنجليزية)
- نيوتن مندونسا على موقع ديسكوغز (الإنجليزية)